# Камаси Уошингтън
Камаси Уошингтън (на английски: Kamasi Washington) е американски джаз саксофонист, композитор, редактор на продукции и бендлидер. Познат е на публиката със свиренето си като тенор.

## Биография
Роден в Лос Анджелис, Калифорния, в семейство на музиканти и преподаватели. Израства в Ингълуд, пак в Калифорния. Завършва Музикалната академия на училище „Александър Хамилтън“ в Бевърлиуд. Следващата стъпка е постъпването във факултета по етномузикология в Калифорнийския университет в Лос Анджелис.
В Ел Ей започва да свири с членове на факултета като Кени Бъръл, Били Хигинс и бендлидера и тромпетист Джералд Уилсън. През 2004 г. излиза албумът Young Jazz Giants. От тогава музицира с разнородна група от изпълнители като Уейн Шортър, Хърби Хенкок, Хорас Тепскот, Джералд Уилсън, Лорин Хил, Нас, Снуп Дог, Джордж Дюк, Чака Кан, Флаин Лотъс, Франсиско Агабела, Пан Африкан Пийпълс Оркистра, и Рафаел Саадик. Уошингтън поема саксофона в To Pimp a Butterfly на Кендрик Ламар, и издава соловата творба The Epic през 2015 година.
Последния му албум, The Epic, Пичфорк определя като „голямо и щедро платно“, което отдава дължимото на „соул джаза, Джон Колтрейн (в различни периоди), и фюжъна от 70-те на Майлс Дейвис и Уедър Рипорт.“ Британският вестник Гардиън го поставя на 8-о място в списъка „Най-добрите албуми на 2015 година“, а българската медия Бойскаут класира албума на 7-о място в годишния си обзор на най-добрите албуми.

## Награди
- Музикален конкурс „Джон Колтрейн“, 1999 година – първо място

## Участия на фестивали
Уошингтън е свирил и аранжирал в следните музикални фестивали:
- Джаз фестивал „Сентрал Авеню“
- Пети годишен Фестивал на африканското изкуство и музика „Лаймърт Парк“, 1 септември 2013 година, Лаймърт Парк, Лос Анджелис.
- Трети годишен Фестивал на африканското изкуство и музика „Лаймърт Парк“ 2011 година, Лаймърт Парк, Лос Анджелис.
- Първи годишен летен бенефисен концерт ККДЗ, 20 юни 2013 година, Концертна зала „Уолт Дисни“, заедно с барабаниста Харви Мейсън и групата му Камилиън.

## Дискография
- Live At 5th Street Dick's, 2005 (2 части на CD), самоиздадени от Камаси чрез инди компанията си.
- The Proclamation, 2007, самоиздадена от Камаси.
- Light Of The World, 2008, самоиздадена от Камаси.
- The Epic, 2015 (3 части), чрез Брейнфийдър Рекърдс.
- Heaven and Earth, 2018.
- Fearless Movement, 2024.